# José Antônio Martins Galvão
José Antônio Martins Galvão (* 8. Juli 1982 in Lins) ist ein ehemaliger brasilianischer Fußballspieler.

## Karriere
Galvão begann seine Karriere 2001 beim Zweitligisten União São João EC. 2002 wechselte er zum schweizerischen Erstligisten Servette FC. 2003 kehrte er zu União São João zurück. 2004 wechselte er zum Erstligisten Paraná Clube. 2005 wechselte er zum japanischen Erstligisten Sanfrecce Hiroshima. 2006 kehrte er nach Brasilien zurück und unterschrieb einen Vertrag bei FC Santos. Danach spielte er beim Zweitligisten Atlético Mineiro. 2006 feierte er mit dem Verein die Zweitligameisterschaft und den Aufstieg in die erste Liga. Von 2008 bis 2009 war er außerdem noch beim Zweitligisten AD São Caetano, EC Bahia und Vila Nova FC unter Vertrag. Sommer 2009 wechselte er zum japanischen Zweitligisten Ventforet Kofu. Danach spielte er bei Boavista SC, Duque de Caxias FC und União São João EC. 2012 beendete er seine Karriere als Fußballspieler.

## Erfolge
Santos
- Staatsmeisterschaft von São Paulo: 2006

Atlético Mineiro
- Staatsmeisterschaft von Minas Gerais: 2007
- Brasilianischer Zweitligameister: 2006